# Benjamin Robert Haydon
Benjamin Robert Haydon (Plymouth, 26 gennaio 1786 – Londra, 22 giugno 1846) è stato un pittore britannico specializzato in grandi quadri storici, sebbene abbia dipinto anche alcuni soggetti contemporanei e ritratti.
Il suo successo commerciale fu danneggiato dai suoi rapporti spesso privi di tatto con i committenti e dall'enorme scala su cui preferiva lavorare. Per tutta la sua vita fu tormentato da problemi finanziari, che lo portarono a diversi periodi di reclusione per debiti. Morì per suicidio nel 1846.
Diede conferenze sull'arte e tenne ampi diari che furono pubblicati dopo la sua morte.